# Korea Północna na Mistrzostwach Świata w Lekkoatletyce 2015
Korea Północna na Mistrzostwach Świata w Lekkoatletyce 2015 – reprezentacja Korei Północnej podczas Mistrzostw Świata w Pekinie liczyła 3 zawodników, z których żaden nie zdobył medalu.

## Występy reprezentantów Korei Północnej

### Mężczyźni
| Konkurencja | Zawodnik | Runda 1  | Runda 1 | Półfinał | Półfinał | Finał        | Finał   |
| Konkurencja | Zawodnik | Rezultat | Pozycja | Rezultat | Pozycja  | Rezultat     | Pozycja |
| ----------- | -------- | -------- | ------- | -------- | -------- | ------------ | ------- |
| Maraton     | Pak Chol | —        | —       | —        | —        | 2:15:44 (SB) | 11.     |

### Kobiety
| Konkurencja | Zawodniczka   | Runda 1  | Runda 1 | Półfinał | Półfinał | Finał    | Finał   |
| Konkurencja | Zawodniczka   | Rezultat | Pozycja | Rezultat | Pozycja  | Rezultat | Pozycja |
| ----------- | ------------- | -------- | ------- | -------- | -------- | -------- | ------- |
| Maraton     | Kim Hye-gyong | —        | —       | —        | —        | DNF      | DNF     |
| Maraton     | Kim Hye-song  | —        | —       | —        | —        | 2:30:59  | 9.      |